# KaNgwane

Als einziges Homeland führte KaNgwane keine eigene Flagge; stattdessen wurde die damalige südafrikanische Flagge verwendet.

Wappen von KaNgwane

Lage von KaNgwane im Nordosten von Südafrika

KaNgwane war ein südafrikanisches Homeland, das für Angehörige des Swasi-Volkes bestimmt war. KaNgwane bedeutet „Land der Ngwane“. Ngwane ist ein traditioneller Name für das Volk der Swasi. Die Hauptstadt war Louieville, das früher Nyasamane hieß.

## Geographie
KaNgwane lag im Osten der damaligen Provinz Transvaal. Der größere Gebietsteil KaNgwanes mit der Hauptstadt Louieville lag entlang der Nordwest- und Nordgrenze Swasilands. Im Westen lag das Gebiet am Ostrand des Highveld fast 2000 Meter über dem Meeresspiegel, im östlichen Lowveld rund 200 Meter. 
Ein weiteres Gebiet befand sich nördlich davon. Es grenzte im Norden an die Homelands Gazankulu und Lebowa. Größter Ort dieses Gebietes war Kanyamazane. 
1992 waren in KaNgwane 597.783 Menschen registriert. Nicht alle von ihnen lebten in KaNgwane.

## Geschichte
Das Gebiet wurde 1977 unter dem Namen Amaswazi gegründet. 1978 wurde eine gesetzgebende Versammlung einberufen. Enos John Mabuza wurde Chief Councillor (deutsch etwa: „Oberster Ratsherr“). 1981 erhielt KaNgwane Selbstverwaltungsrechte, Mabuza wurde Chief Minister („Oberster Minister“). Das Gebiet sollte im Jahr 1982 an Swasiland übertragen werden, da sich Südafrika davon eine Pufferzone gegen Rebellen aus Mosambik erhoffte. Der Plan stieß jedoch auf Proteste und wurde nicht weiter verfolgt. Nach einer Übergangszeit mit dem Verlust des Status als Homeland und N. J. Badenhurst als Administrator („Verwalter“) wurde Mabuza Chief Executive Councillor (etwa: „Oberster Exekutiv-Ratsherr“). Am 31. August 1984 erhielt KaNgwane eingeschränkte Selbstverwaltungsrechte zurück, und Mabuza wurde erneut Chief Minister. 1991 bis 1994 hatte Mangisi Cephas Zitha dieses Amt inne. 
Am 27. April 1994 wurde KaNgwane wie die neun anderen Homelands aufgelöst. Seither ist es ein Teil der Provinz Mpumalanga.
Nach Mabuzas Tod 1996 wurde bekannt, dass er während seiner Amtszeit gute Kontakte zu Vertretern des damals verbotenen African National Congress gehabt hatte.

## Demographie
Der größte Teil der Einwohner waren Swasi. Von insgesamt 1.005.000 südafrikanischen Swasi lebten 1989 245.000 im Homeland. Weitere Volksgruppen waren Shangaan, Zulu und Nord-Sotho.

## Wirtschaft
Die Bewohner lebten vorrangig von den Einkünften der Wanderarbeiter in anderen Teilen Südafrikas. 

## Flagge
KaNgwane war das einzige Homeland, das keine eigene Flagge besaß. Gehisst wurde die Flagge der ehemaligen Südafrikanischen Union. KaNgwane hatte aber ein eigenes Wappen.